# Acroteriobatus leucospilus
Acroteriobatus leucospilus — вид скатів з родини гітарних скатів (Rhinobatidae).

## Розповсюдження
Вид поширений на південному заході Індійського океану. Трапляється вздовж узбережжя Занзібару, Танзанії, Мозамбіку та ПАР на глибині до 100 м.

## Опис
Виростає до 120 см завдовжки. Скат з широкою клиноподібною мордою та грудним диском. Спина коричневого кольору з великими синьо-сірими плямами на спині та грудних плавцях та симетричними синьо-сірими смугами на морді. Черево білого кольору.

## Спосіб життя
Трапляється вздовж узбережжя від лінії прибою до глибини 100 м. Харчується двостулковими молюсками, черевоногими молюсками, креветками, крабами та дрібними кістковими рибами. Яйцеживородний вид.